# L'Échec de Poirot
Pour plus de détails, voir Fiche technique et Distribution.
L'Échec de Poirot (en Неудача Пуаро, Neoudatcha Pouaro) est une série télévisée russe en cinq épisodes réalisée par Sergueï Oursouliak, diffusée le 6 novembre 2002 en Russie. Il est adapté du roman Le Meurtre de Roger Ackroyd d'Agatha Christie, mettant en scène le détective belge Hercule Poirot.

## Fiche technique
- Titre original : Neoudatcha Pouaro (Неудача Пуаро)
- Titre français : L'Échec de Poirot (traduction littérale)[1]
- Réalisation : Sergueï Oursouliak
- Scénario : Sergueï Oursouliak, d'après le roman Le Meurtre de Roger Ackroyd d'Agatha Christie.
- Photographie : Micha Souslov
- Pays d’origine : Russie
- Langue originale : russe
- Format : couleur - mono
- Genre : Téléfilm policier
- Dates de sortie : 
  - Russie : 6 novembre 2002

## Distribution
- Konstantin Raïkine : Hercule Poirot
- Sergueï Makovetski : Dr James Sheppard
- Viatcheslav Jolobov : Roger Ackroyd, riche homme d'affaires
- Svetlana Nemoliaïeva : Mrs. Cecil Ackroyd
- Alexandre Lazarev : Hector Blent, major, ami de Roger Ackroyd
- Lika Nifontova : Caroline Sheppard
- Elena Podkaminskaïa : Ursula Born
- Serguei Stepantchenko : Inspecteur Davis
- Elena Kozelkova : Elizabeth Russell, gouvernante chez Roger Ackroyd
- Constantin Jeldine : Parker Adams, majordome de Roger Ackroyd
- Olga Krasko : Flora Ackroyd
- Youri Tchoursine : Jeffrey, secrétaire de Roger Ackroyd
- Alexandre Sirine : Hammond, chargé d'affaires de Roger Ackroyd
- Roman Romantsov : Ralph, beau-fils de Roger Ackroyd
- Olga Barnet : Mme Dorothy Ferrar, riche veuve
- Natalia Vdovina : femme du capitaine Folliot, sœur aînée d'Ursula Born
- Andreï Chtchennikov
- Evguenia Dmitrieva : Elsie Dale, femme de ménage des Ackroyd
- Tatiana Kouznetsova
- Feliks Margoline
- Nikita Loguinov